# Psiloderces
Genre
Psiloderces est un genre d'araignées aranéomorphes de la famille des Psilodercidae.

## Distribution
Les espèces de ce genre se rencontrent en Asie du Sud-Est, au Sri Lanka et en Chine.

## Liste des espèces
Selon World Spider Catalog (version 21.0, 25/01/2020) :
- Psiloderces albostictus Deeleman-Reinhold, 1995
- Psiloderces althepoides Deeleman-Reinhold, 1995
- Psiloderces bangkiraiensis Li & Chang, 2020
- Psiloderces bolang Li & Chang, 2020
- Psiloderces bontocensis Li & Chang, 2020
- Psiloderces cattienensis Li & Chang, 2020
- Psiloderces coronatus Deeleman-Reinhold, 1995
- Psiloderces cuyapoensis Li & Chang, 2020
- Psiloderces dicellocerus Li, Li & Jäger, 2014
- Psiloderces egeria Simon, 1892
- Psiloderces elasticus (Brignoli, 1975)
- Psiloderces enigmatus Deeleman-Reinhold, 1995
- Psiloderces fredstonei Deeleman-Reinhold, 1995
- Psiloderces gawanaensis Li & Chang, 2020
- Psiloderces grohotensis Li & Chang, 2020
- Psiloderces heise Li & Chang, 2020
- Psiloderces howarthi Deeleman-Reinhold, 1995
- Psiloderces incomptus Wang & Li, 2013
- Psiloderces kalimantan Deeleman-Reinhold, 1995
- Psiloderces leclerci Deeleman-Reinhold, 1995
- Psiloderces leucopygius Deeleman-Reinhold, 1995
- Psiloderces ligula Baert, 1988
- Psiloderces limosa Deeleman-Reinhold, 1995
- Psiloderces longipalpis Baert, 1988
- Psiloderces malinoensis Li & Chang, 2020
- Psiloderces nasicornis Baert, 1988
- Psiloderces palopoensis Li & Chang, 2020
- Psiloderces penaeorum Deeleman-Reinhold, 1995
- Psiloderces penajamensis Li & Chang, 2020
- Psiloderces pingguo Li & Chang, 2020
- Psiloderces pulcher Deeleman-Reinhold, 1995
- Psiloderces septentrionalis Deeleman-Reinhold, 1995
- Psiloderces suthepensis Deeleman-Reinhold, 1995
- Psiloderces tesselatus Deeleman-Reinhold, 1995
- Psiloderces torajanus Deeleman-Reinhold, 1995
- Psiloderces vallicola Deeleman-Reinhold, 1995
- Psiloderces wangou Li & Chang, 2020
- Psiloderces xichang Li & Chang, 2020

## Publication originale
- Simon, 1892 : Arachnides. Études cavernicoles de l'île Luzon. Voyage de M. E. Simon aux îles Philippines (mars et avril 1890). 4e Mémoire. Annales de la Société Entomologique de France, vol. 61, p. 35-52 (texte intégral).